# Filmwissenschaft
Die Filmwissenschaft ist eine Kunst- und Kulturwissenschaft, die sich allen Aspekten der Filmkunst (Spielfilm, Dokumentarfilm, Experimentalfilm) in Kino, Fernsehen und auf Streaming-Plattformen widmet. Ihr Ziel ist es, durch Analysen ein besseres Verständnis für die Entwicklung und Konzeption von Filmen zu erlangen. Vor allem werden theoretische und ästhetische Strukturen in der Filmgeschichte untersucht und interpretiert.
Die Filmwissenschaft gilt in der deutschen Hochschulpolitik als kleines Fach. An vielen Hochschulen ist sie ein Teilgebiet der Medienwissenschaft.

## Geschichte
Eine wissenschaftliche Auseinandersetzung mit dem Film begann in den 1910er Jahren durch verschiedene Richtungen und Intentionen. Neben ersten Arbeiten, die sich mit den ästhetischen Eigenheiten des Filmes beschäftigten, gab es Schriften, die gesellschaftspolitischen Fragestellungen wie einer Gefahr für Körper und vor allem Geist des neuen Mediums nachgingen.
Erste Schritte zur Schaffung eines filmischen Begriffskanons über literaturwissenschaftliche Begriffe hinaus und Versuchserklärungen einer Semantik des Films schufen Filmschaffende wie Sergej Eisenstein in seiner Schrift „Montage der Attraktionen“, 1923, Urban Gad („Filmen“, 1919) und Vladimir Nilsen („The Cinema as Graphic Art“, 1936) aber auch Filmtheoretiker wie Béla Balázs („Der Geist des Films“, 1930). Geprägt sind viele frühe filmtheoretische Arbeiten durch die Frage nach der Verbindung bzw. der Einordnung des Films in der Kunst.
Die École de Filmologie der Pariser Sorbonne untersuchte ab 1948 als interdisziplinäre und erste filmwissenschaftliche Institution filmtheoretische Fragen vor allem durch Soziologen und Psychologen. Ferner entwickelte sich in Frankreich eine breite Untersuchung von Film in Aufsätzen u. a. der Zeitschrift Les Cahiers du cinéma. Gattungen und Filmgenres wurden untersucht, kategorisiert und definiert. Besonders künstlerische Aspekte des Films wurden in den Vordergrund der Untersuchungen gestellt und dadurch beispielsweise die Auteur-Theorie entwickelt. 1957 entstand mit der Zeitschrift Filmkritik in Deutschland ein ähnliches Medium für filmwissenschaftliche Arbeiten.
In den 1960ern erschienen drei Werke zur Filmsprache, die mitbedeutend für die letztendliche Formierung einer eigenen Disziplin waren. Umberto Eco untersuchte die Einstellung und deren Komposition als kleinste Einheiten der Filmsprache. Der strukturalistische Ansatz Pier Paolo Pasolinis sah den Einsatz filmischer Mittel als Wiedergabe menschlichen Handels. Die viel beachtete „Semiologie des Films“ von Christian Metz schließlich sah eine Filmsprache in der Art der Linguistik und suchte strukturale Einheiten.
Ab Mitte der 1960er Jahre fand in Deutschland eine analytische Auseinandersetzung mit Filmen und ihren ästhetischen Strukturen statt. Die verschiedenen wissenschaftlichen Disziplinen nahmen unterschiedliche Ausgangspunkte und Fragestellungen ein. Unter ihnen die Soziologie (z. B. Gerd Albrecht: „Die Filmanalyse – Ziele und Methoden“, 1964) und in den 1970ern die Literaturwissenschaft, Theaterwissenschaft sowie die Kunstwissenschaft.
Die Medienwissenschaft gab ab Ende der 1960er Jahre den Filmuntersuchungen ein eigenes universitäres Forum in Deutschland und bezog vermehrt auch das Fernsehen, und hier insbesondere den Fernsehfilm in ihre Betrachtungen ein. Dabei waren die Medienwissenschaften zum einen aus den Literaturwissenschaften geboren, die sich anderer Medien annehmen wollten, und zum anderen aus den Zeitungswissenschaften, der späteren Publizistik- und dann Kommunikationswissenschaft, die aus den Sozialwissenschaften entstanden ist und vor allem die Massenmedien und die Kommunikation dieser mit den Menschen untersucht.
In den 1970er Jahren stand die Genreanalyse sowie die bereits in den 1960ern begonnenen Cultural Studies als interdisziplinäres Feld zur Erforschung der Populärkultur im Mittelpunkt. Als wissenschaftliche Herangehensweise an den Film wird die Filmanalyse diskutiert. Die heutigen universitären Einrichtungen unter den Namen Film- und Fernsehwissenschaft oder Medienwissenschaft sind dabei teils immer noch uneinheitlich und durch unterschiedliche Disziplinen beeinflusst. Insgesamt lassen sich in Deutschland (Stand Juni 2019) 20 Lehrstühle an 12 Universitäten dem Fach Filmwissenschaft zuordnen. Im Vergleich zum Jahr 1997 hat die Zahl der Lehrstühle, die der Filmwissenschaft zugeordnet werden, zugenommen.

## Forschende
Deutschsprachige Filmwissenschaftler sind zum Beispiel: Oksana Bulgakowa, Thomas Elsaesser, Miriam Bratu Hansen, Knut Hickethier, Gertrud Koch, Klaus Kreimeier, Thomas Koebner, Michaela Krützen, Lothar Mikos, Norbert Grob, Marcus Stiglegger, Lorenz Engell, Vinzenz Hediger, Lars Christian Grabbe.
Eine Übersicht der aktuellen Professuren für Filmwissenschaft bietet die „AG Filmwissenschaft“ der Gesellschaft für Medienwissenschaft.